# Morești, Mureș
Morești, mai demult Malomfalău, (în maghiară Malomfalva, în germană Mühlendorf) este o localitate componentă a orașului Ungheni din județul Mureș, Transilvania, România.

## Istoric

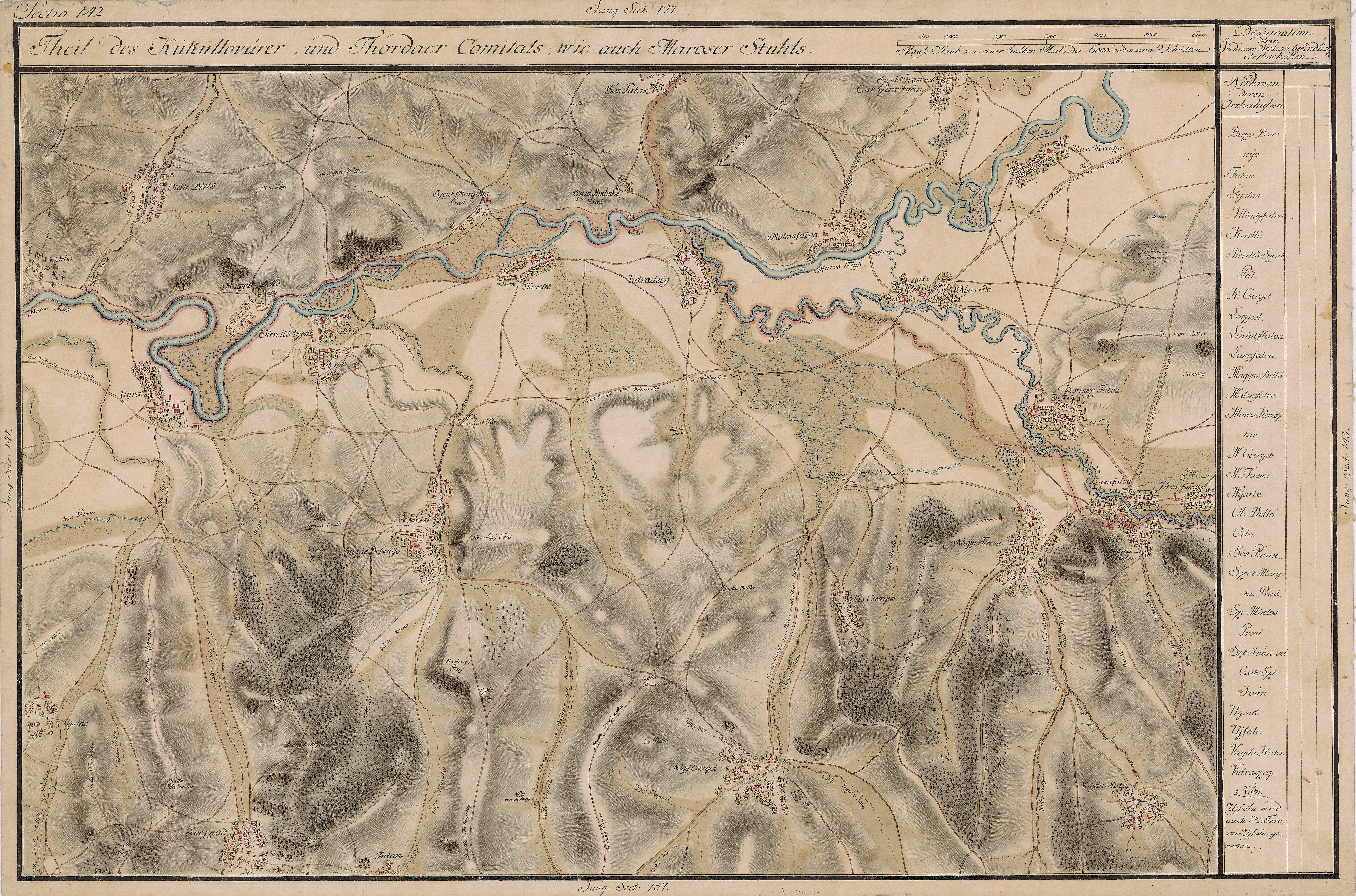
Morești pe Harta Iozefină

Conform Repertorului Arheologic Național al Ministerului Culturii, în punctul Podei sau Cetățuia, pe un platou de formă triunghiulară, întins ca o limbă deasupra satului, s-au descoperit următoarele așezări ce traversează din epoca neoliticului timpuriu până în epoca migrațiilor:
| Categorie/ Tip      | Epoca (Datare)                        | Cultura/ Faza culturală |
| Așezare             | Neolitic timpuriu                     | Starčevo - Criș         |
| Așezare             | Epoca bronzului timpuriu              | Coțofeni                |
| Așezare             | Epoca bronzului timpuriu              | Schneckenberg           |
| Așezare             | Epoca bronzului târziu                | Noua                    |
| Așezare             | Eneolitic                             | neprecizată             |
| Așezare             | La Tène II (sec. III î.Hr.)           | neprecizată             |
| Așezare rurală      | Epoca romană (sec. III d.Hr.)         | neprecizată             |
| necropola           | Epoca romană (sec. II-III d.Hr.)      | romană                  |
| Așezare fortificată | Epoca migrațiilor (sec. V - VI d.Hr.) | neprecizată             |

În punctul Citfalău în jurul bisericii cătunului dispărut Citaflău s-a descoperit o așezare romană din epoca romană (sec. II - III d.Hr.) de cultură neprecizată și o necropolă din epoca medievală (sec. XII; XIV - XVII).
Pe Harta Iosefină a Transilvaniei din 1769-1773 (Sectio 142), localitatea a apărut sub numele de „Malomfalva”.

## Obiective memoriale
Mormintele comune ale Eroilor Români din Al Doilea Război Mondial sunt amplasate în cimitirul din localitate. Au fost amenajate în anul 1944 și au o suprafață de 250 mp. În acestea sunt înhumați 66 eroi necunoscuți. 